# Santa Lucia di Piave
Santa Lucia di Piave – miejscowość i gmina we Włoszech, w regionie Wenecja Euganejska, w prowincji Treviso.
Według danych na rok 2004 gminę zamieszkuje 7226 osób, 380,3 os./km².